# Enron: The Smartest Guys in the Room
Enron: The Smartest Guys in the Room är titeln på en dokumentärfilm släppt år 2005 i regi av Alex Gibney. Filmen är baserad på en bok med samma namn - Enron: The Smartest Guys in the Room. Filmen handlar om Enron-skandalen som skapade energikrisen i Kalifornien.